# Powstanie Tupaca Amaru II
Powstanie Tupaca Amaru II – powstanie przeciwko hiszpańskiemu panowaniu w Peru wzniecone przez miejscowych Indian pod przywództwem Tupaca Amaru II 1780-1783.

## Sylwetka Tupaca Amaru II
Tupac Amaru II (Gabriel Condorcanqui) urodził się 19 marca 1740 w Surimana koło Tinty (leżącej na południowy wschód od Cuzco) w Peru. Jego rodzicami byli Miguel Condorcanqui oraz Rosas Noguera z rodziny Felipe Tupaca Amaru, ostatniej hiszpańskiej marionetki na tronie inkaskim. W roku 1750 Gabriel wstąpił do kolegium jezuickiego dla Indian w Cuzco, gdzie pobierał nauki pod opieką dr Lopeza. Rok później studiował sztukę na Uniwersytecie w San Marcos w Limie. Tutaj też kontynuował studia u Jezuitów, co znacząco wpłynęło na jego wiarę.
25 maja 1760 Gabriel poślubił Micaelę Bastidas Puyucahua, z którą miał troje dzieci. Po śmierci ojca i starszego brata, Condorcanqui stał w roku 1766 na czele trzech plemion (Surimana, Pampamarca i Tangasuca), był też właścicielem pól koki, kopalni kruszców, licznych stad bydła oraz przedsiębiorstwa przewozowego posiadającego ponad 300 mułów. Swoje interesy prowadził m.in. w Buenos Aires i Limie.
W roku 1770 na drodze sądowej w Limie przeciwstawiał się zmuszaniu Indian do pracy przymusowej w kopalniach. Występował przeciwko korupcji urzędników i domagał się równouprawnienia Indian. Działania te zakończyły się niepowodzeniem, stały się jednak zalążkiem wybuchu antyhiszpańskiego powstania w roku 1780. Gabriel rozpoczął skup broni, przyciągając wielu Indian i Metysów. Jego twierdzenia o złym traktowaniu rodaków przez sądy spotkały się z pozytywnym odzewem wielu ludzi, którzy zaczęli zasilać jego armię. Wkrótce też Gabriel ogłosił się cesarzem Inków, przyjmując imię swojego wielkiego poprzednika.

## Powstanie
4 listopada 1780 Tupac Amaru na czele 10 tys. Indian wstąpił do Tinty, gdzie stracony został tamtejszy hiszpański urzędnik do spraw Indian za łamanie swoich kompetencji i tyranię wobec mieszkańców regionu. 14 dni po rozpoczęciu powstania, podczas marszu do Cuzco doszło do pierwszej bitwy z Hiszpanami, którzy oszańcowali się w kościele w Sangarara. Zwycięstwo Indian odbiło się szerokim echem w całym kraju, gdzie doszło do licznych wystąpień antyhiszpańskich.
Po zwycięskich walkach Gabriel popełnił jednak błąd. Zamiast kierować się na Cuzco ruszył na południe w celu rekrutacji kolejnych oddziałów. Dało to Hiszpanom czas na wzmocnienie swoich sił. Gdy w styczniu 1781 rozpoczęło się oblężenie Cuzco, posiłki dla Hiszpanów były już w drodze. W samym mieście doszło także do bratobójczych walk. Pomimo swojej rosnącej popularności i sukcesów powstania w La Paz, Moquequa, Arequipa, Tacna, Arica, Puno, Oruro i innych miejscowościach na terenie Peru, Boliwii i Chile, Tupac Amaru nie był w stanie wystarczająco zjednoczyć swoich sił, które ulegały Hiszpanom w kolejnych bitwach. Ostatecznie po bitwie pod Tinta w dniach 5–6 kwietnia 1781 Gabriel został schwytany podczas ucieczki i przewieziony do Cuzco. Tutaj nawet poddawany torturom Inka nie przyznał się do zbrodni przeciwko Hiszpanom, wobec czego skazany został na karę śmierci. 18 maja 1781 na Plaza de Armas zmuszony został do przyglądania się śmierci swoich synów i żony, uduszonych garrotą. W chwilę później poniósł śmierć gdy jego ciało zostało poćwiartowane. Jego głowę oraz pozostałe członki rozesłano do różnych miejscowości, jako dowód upadku powstania.
Po śmierci Tupaca Amaru II powstanie było kontynuowane m.in. przez jego braci do roku 1783. Hiszpanie zaostrzyli system kar, jednak widzieli konieczność zmian. Spisano nową konstytucję dla Ameryki Południowej. Mimo to wprowadzono szereg zakazów dotyczących m.in. języka keczua.

## Bitwy powstania Tupaca Amaru II
- bitwa pod Sangarará – 18 listopada 1780
- oblężenie Cuzco – 8 stycznia 1781
- bitwa pod wzgórzem Punilla – 20 lutego 1781
- bitwa pod Pucacasa – 23 marca 1781
- bitwa pod Combapata – 5 kwietnia 1781
- bitwa pod górą Condorcuyo – 14 maja 1781
- bitwa pod Moho – 30 marca 1782